# Levente Szabó
Levente Szabó (Székesfehérvár, 6 de junio de 1999) es un futbolista húngaro que juega en la demarcación de delantero para el Eintracht Braunschweig de la 2. Bundesliga.

## Selección nacional
Tras jugar en las categorías inferiores de la selección, finalmente hizo su debut con la selección de fútbol de Hungría en un partido de la Liga de Naciones de la UEFA 2024-25 contra Países Bajos que finalizó con un resultado de 4-0 para el combinado neerlandés tras los goles de Wout Weghorst, Cody Gakpo, Denzel Dumfries y Teun Koopmeiners.

## Clubes
| Club                   | País     | Año       | Partidos | Goles |
| ---------------------- | -------- | --------- | -------- | ----- |
| Budaörsi SC (cedido)   | Hungría  | 2019      | 5        | 1     |
| Fehérvár FC            | Hungría  | 2020-2021 | 22       | 1     |
| Budafoki MTE (cedido)  | Hungría  | 2021-2022 | 21       | 6     |
| Kecskeméti TE (cedido) | Hungría  | 2022-2023 | 16       | 4     |
| Fehérvár FC            | Hungría  | 2023-2024 | 22       | 4     |
| Diósgyőri VTK          | Hungría  | 2024      | 14       | 4     |
| Eintracht Braunschweig | Alemania | 2024-     | 28       | 5     |